# Alex Corbisiero

a Compétitions nationales et continentales officielles uniquement.

b Matchs officiels uniquement.
Dernière mise à jour le 22 mars 2025.
Alex Corbisiero, né le 30 août 1988 à New York (États-Unis), est un joueur international anglais de rugby à XV. Il évolue au poste de pilier.

## Biographie
Alex Corbisiero naît à New York aux États-Unis. Sa mère est anglaise et son père est américain d'origine italienne. Quatre ans après la naissance d'Alex, sa mère rentre à Londres. Il grandit avec sa mère et son père à Londres.
Alex Corbisiero rejoint l'Academy (centre de formation) du club de rugby à XV des London Irish en 2005 et dispute son premier match avec l'équipe première le 6 septembre 2008 contre les London Wasps,.
Il honore sa première cape internationale en équipe d'Angleterre le 12 février 2011 contre l'équipe d'Italie. Il fait partie de l'effectif anglais sélectionné par Martin Johnson pour disputer la Coupe du monde 2011.
En janvier 2016, après avoir annoncé vouloir prendre une année sabbatique pour se remettre de blessures à répétition, il est libéré par le club des Northampton Saints. Par la suite, il prend sa retraite sportive.
En mars 2020, il révèle avoir été touché par un cancer des testicules en novembre dernier qui a été soigné.

## Palmarès

### En club
- Finaliste du Championnat d'Angleterre en 2009 avec les London Irish.
- Vainqueur du Championnat d'Angleterre en 2014 avec les Northampton Saints.
- Vainqueur du Challenge européen en 2014 avec les Northampton Saints.

### En équipe nationale
- Finaliste du Championnat du monde junior en 2008 avec l'équipe d'Angleterre des moins de 20 ans.
- Vainqueur du Tournoi des Six Nations en 2011 avec l'équipe d'Angleterre.